# Sil
Sil (nedertysk: Siel, nordfrisisk Sil, nederlandsk: Zijl eller Spuisluis) er en betegnelse for en sluse i et dige i marskegnene med tilhørende porte. Ved lavvande (ebbe) strømmer vandet kontrolleret gennem silen i vadehavet og afvander dermed de inddigede arealer bag digerne (≈kogerne). Ved højvande (flod) kan portene lukkes, så at vandet ikke kan strømme ind over det inddigede land. Silerne er ofte udstyret med en lukkemekanisme, som lukker af sig selv under højvande. 
Sil forekommer også ofte i stednavne i marskområderne. Fra Sydslesvig kendes f.x. landsbyen Slutsil.
I Danmark bruges udelukkende den mere generelle betegnelse "sluse" (eksempel: Ballum Sluse).
En lignende fremgangsmåde bliver anvendt ved støperne (≈vejåbning gennem diget). 